# Rory Scovel
Rory Scovel, né le 6 août 1980 à Greenville, en Caroline du Sud, est un humoriste, acteur et écrivain américain.

## Biographie
Il est marié à l'actrice Jordan Scovel (née Boughrum). Ils ont une fille ensemble, née en 2015.

## Filmographie

### Cinéma
- 2018 : Moi, belle et jolie : Ethan
- 2022 : Babylon de Damien Chazelle : Le Comte
- 2023 : Old Dads de Bill Burr

### Télévision
- 2011-2012 : Le Monde selon Tim : Jim/Jerry (voix, 2 épisodes)
- 2013-2015 : Ground Floor : Harvard (20 épisodes)[3]
- 2013 : Zach Stone Is Gonna Be Famous : Pat (6 épisodes)
- 2014 : Modern Family : Carl
- 2014-2016 : Undateable : Kevin (4 épisodes)
- 2016-2019 : Les Pires Profs : Principal Geoffrey Quinn
- 2016 : Animals. : Ronnie (voix)
- 2016 : Casual : Patrick
- 2016-2017 : Wrecked : Les Rescapés : Corey (4 épisodes)
- 2017 : Love : Gator
- 2017 : Man vs Geek : Ricky
- 2017 : Powerless : Russell
- 2017 : HarmonQuest : Le sorcier imprévisible
- 2017 : Do You Want To See a Dead Body? : Pharmacien sympa
- 2018 : Another Period : Membre du club des hommes
- 2018 : Please Understand Me : Rory
- 2019 : Historical Roasts : William Shakespeare
- 2019 : Cake : Voix off
- 2019 : Mixed-ish : Bob Lee
- 2020 : Superstore : Dr. Brian Patterson (2 épisodes)
- 2020 : Harley Quinn (série télévisée d'animation) : Gus, Assassin, Maitre'd (voix, 3 épisodes)
- 2020 : Robbie : Robbie (8 épisodes)[4]
- 2020 : Black Monday : Agent Crandall
- depuis 2021 : Physical : Danny Rubin